# Krilin
Krilin (en japonès: ク リ リ ン, Hepburn: Kuririn) és un personatge fictici de la sèrie de manga i anime de Bola de Drac creada per Akira Toriyama. És introduït al capítol 25 Un rival? Arribada!! (en japonès: ラ イ バ ル？ 参 上 !!, Raibaru? Sanjō !!), publicat per primera vegada a la revista Weekly Shōnen Jump el 21 de maig de 1985, com a company d'estudis d'arts marcials de Goku sota Kame-Sen'nin. A mesura que la sèrie avança, Krilin es fa més amic d'en Goku i es converteix en el seu millor amic, mentre lluita contra cada villà junt amb Goku o davant seu i sovint es representa com el "comic-relief" a causa de la seva calvície.

## Disseny i aparença
Toriyama originalment va crear Krilin juntament amb el Tenka'ichi Budōkai com a mètode per ajudar a afegir profunditat a la història, ja que el seu editor Kazuhiko Torishima havia declarat que el protagonista de la sèrie, Goku, era massa senzill. Torishima va explicar que per desenvolupar la caracterització de Goku, necessitaven algú petit i entremaliat per proporcionar contrast, provocant així la introducció de Krilin. Yūsuke Watanabe, que va escriure el guió de la pel·lícula Dragon Ball Z: Battle of Gods, originalment havia escrit que la pel·lícula tindria lloc el casament de Krillin i Androide 18, però Toriyama la va escriure per tenir lloc a la festa d'aniversari de Bulma. Watanabe va pensar que Toriyama va fer el canvi perquè volia que els fans s'imaginessin el casament per ells mateixos. Toriyama va citar les edats més avançades de Krillin i Bulma al final del manga com a raó per la qual va optar perquè Battle of Gods tingués lloc després de l'arc de Boo, ja que es trobaven en les seves "condicions més fortes en aquell moment".
L'aparença de Krilin es manté relativament igual per a la majoria de la sèrie. Va ser introduït per primera vegada als 13 anys, amb el cap rapat i vestit amb la roba de color groc i taronja que es duia al monestir on s'havia entrenat. El seu nas és poc visible i té sis taques de cremades de moxibustió al front, una referència a la pràctica dels monjos shaolin. Toriyama va afirmar una vegada, aparentment amb humor, que la falta de nas a Krilin és perquè té una "idiosincràsia física" que li permet respirar pels porus de la seva pell. Més tard, porta el uniforme gi taronja que Kame-Sen'nin li ofereix a ell i a Goku en honor de la seva primera competició d'arts marcials. De vegades és vist amb roba casual, però en la seva majoria continua vestit per entrenar-se o lluitar en tot moment. Durant l'arc de Freezer, porta una armadura Saiyan proporcionada per Vegeta, però durant l'arc de Cèl·lula torna a portar el vestit gi taronja, acompanyat d'una samarreta blava de màniga curta i botes. Després de la derrota de Cèl·lula, Krilin deixa de rapar-se el cap i es fa créixer els cabells negres abans d'afaitar-se de nou durant la resurrecció de Freezer. Quan s'instal·la amb la seva família, es mostra a un Krilin un vestit d'entrenament format per una samarreta vermella i un pantaló marró.